# کاستلو دی چیسترنا
کاستلو دی چیسترنا (به ایتالیایی: Castello di Cisterna) یک کومونه در ایتالیا است که در استان ناپل واقع شده‌است.

## خصوصیات
کاستلو دی چیسترنا ۴٫۰ کیلومترمربع مساحت و ۷٬۸۵۶ نفر جمعیت دارد و ۴۰ متر بالاتر از سطح دریا واقع شده‌است.